# Río Yana
El río Yana (en ruso: Яна) es un largo río ruso de la Siberia Oriental, localizado entre el río Lena, al oeste, y el río Indigirka, al este, y que vierte sus aguas en el mar de Láptev. Tiene 872 km de longitud, aunque con una de sus fuentes, el Sartang, llega hasta los 1.492 km. Con una descarga anual de unos 25 km³, drena una cuenca de 238.000 km², la 13º de las cuencas primarias por superficie de Rusia y la 26º de todas las rusas (similar a países como el Reino Unido, Ghana o Rumania). 
Administrativamente, discurre en todo su recorrido por la república de Saja de la Federación de Rusia.

## Geografía
El río Yana comienza en la confluencia de los ríos Sartang (por la derecha, con 620 km y una cuenca de 17.800 km²) y Dulgalakh (por la izquierda, con 507 km y una cuenca de 27.300 km²). Cuando el Yana desagua en la bahía del Yana, en el mar de Láptev, forma un gran delta de unos 10.200 km², en el que se encuentra la isla de Yarok, una gran isla llana situada al este de las principales bocas. 
Hay aproximadamente 40.000 lagos en la cuenca del Yana, incluidos tanto lagos alpinos formados a partir de la glaciación en las cordillera Verkhoyansk (las tierras bajas fueron siempre demasiado secas para la glaciación) como lagos de desbordamiento en las llanuras pantanosas en el norte de la cuenca. Toda la cuenca del Yana está bajo un permafrost continuo y la mayoría son bosques de alerce que se van convirtiendo gradualmente en tundra conforme se avanza hacia el norte, alrededor de los 70°N, aunque los árboles se extienden en microhábitats adecuados justo hasta el delta. 
Los principales afluentes del Yana son los ríos Adycha (715 km y una cuenca de 89.900 km²), Oldzho (330 km y una cuenca de 16.100 km², Abyrabyt, Bytantay (586 km y una cuenca de 40.200 km²). La mayoría de estos afluentes son ríos cortos que descienden de las altas montañas de la cordillera Verkhoyansk. 
Los principales puertos del río Yana son Verkhoyansk, Batagay, Ust-Kuyga y Nizhneyansk.

## Clima
La cuenca del Yana es el sitio del llamado «Polo del frío» donde se ha registrado la temperatura más baja del hemisferio norte. En el invierno, en el centro de la cuenca las temperaturas medias descienden hasta los -51 °C y han llegado a ser de -71 °C, aunque en la montaña pueden descender aún más, hasta los -82 °C. El folclore yakuto dice que, a tales temperaturas, si gritas a un amigo y no te puede oír, es porque las palabras se han congelado en el aire. Sin embargo, cuando llega la primavera las palabras se "deshielan" y uno puede escuchar todo lo que se dijo meses antes.

## Hidrología
El caudal anual del río es de unos 32,18 km³, que fluye principalmente en mayo y junio, cuando el río se deshiela. El Yana se congela en superficie desde octubre y se mantiene bajo el hielo hasta finales de mayo-principios de junio. En el área de Verkhoyansk, permanece congelado en el fondo de 70 a 110 días, y parcialmente congelado unos 220 días del año. 
Caudal medio mensual en la estación hidrológica de Oubileynaya (67°63′N-52.18′E)  (en m³/s)
(cuenca vertiente: 224 000 km² - Datos calculados para el periodo 1972-94))

## Historia
La región del río Yana fue el primer sitio de asentamiento humano en el Ártico, con evidencias de sentamientos en el delta desde una fecha tan temprana como 30.000 años (12.000 años antes de la altura del último período de glaciación, o en el último máximo glacial). 
En 1892-94, el barón Eduard Toll, líder de una expedición de la Academia Imperial Rusa de Ciencias, acompañado por Alexander von Bunge, llevó a cabo los estudios geológicos en las cuencas del río Yana (y también del río Indigirka y el río Kolyma). Durante un año y dos días, la expedición cubrió 25.000 km, de los que 4.200 fueron en ríos, llevando a cabo los estudios geodésicos. Debido a las dificultades de la expedición y a su ardua labor, la Academia Rusa de Ciencias otorgó a Eduard Toll la Gran Medalla de Plata de N.M. Prozhevalsky.